# Schanzenkopf (Spessart)
Der Schanzenkopf ist ein 343 Meter hoher Berg im Spessart im bayerischen Landkreis Aschaffenburg. Er gehört zum Hahnenkammhöhenzug, dessen Hauptgipfel (437 m ü. NN) im Nordosten an den Schanzenkopf angrenzt.

## Geographie
Der bewaldete Berg liegt links des engen Krebsbachtals im Stadtgebiet von Alzenau östlich von Wasserlos. Die Schlucht des Krebsbaches trennt den Schanzenkopf vom Hahnenkammgipfel, der höchsten Erhebung in dieser Gegend. Nicht zu verwechseln ist der Schanzenkopf mit dem gleichnamigen Berg westlich des Teufelsgrundes, oberhalb der sogenannten Hessenkurve, der ebenfalls auf Alzenauer Gebiet liegt.
Am Südwesthang des Schanzenkopfes befindet sich die Weinlage Schloßberg. Nach dem Berg ist die Schanzenkopfstraße in Wasserlos benannt. Über den Schanzenkopf verläuft der Degen-Weg.

## Geschichte

### Ringwall
Auf dem Gipfel des Schanzenkopfes befindet sich ein Ringwall, der höchstwahrscheinlich in vorgeschichtlicher Zeit errichtet und im Mittelalter genutzt wurde. Der Gipfel des Berges fällt nach drei Seiten steil ab, während sich die Südostseite gegen die Elbernhöhe (347 m) allmählich abflacht. Die ebene Fläche auf dem Gipfel hat einen Durchmesser von ungefähr 30 m, um die sich ein etwa 8 m breiter und 2 m tiefer Graben zieht. Die Meinungen über Alter und Bedeutung der Befestigung gehen auseinander:
- Es könnten Reste eines vorgeschichtlichen Ringwalls sein, der in diesem Falle eine Verteidigungsanlage gegen die Mainebene gewesen wäre.
- Eine andere Möglichkeit ist, dass es sich um den Rest einer hochmittelalterlichen Burganlage handelt, vielleicht in Form einer Belagerungsburg gegen die auf der anderen Talseite gelegenen Randenburg oder die Vergessene Burg.
- Eine dritte Möglichkeit bezieht sich auf die hier vermutete Burg der Adelsfamilie Schelriß von Wasserlos, deren Wohnsitz 1405 auf Geheiß König Ruprechts als Räubersitz zerstört wurde.

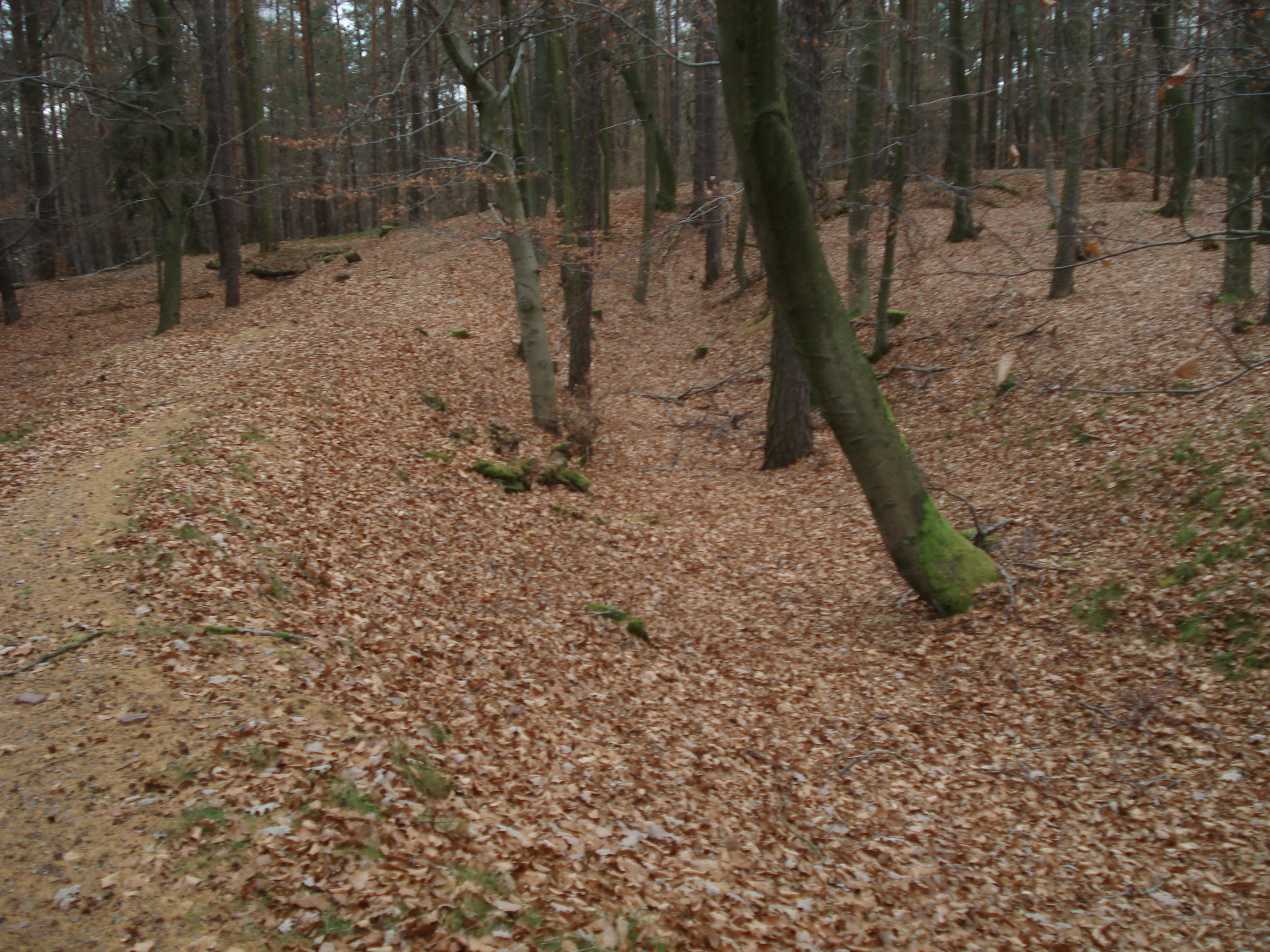
Der Ringwall auf dem Gipfel (Südostseite)
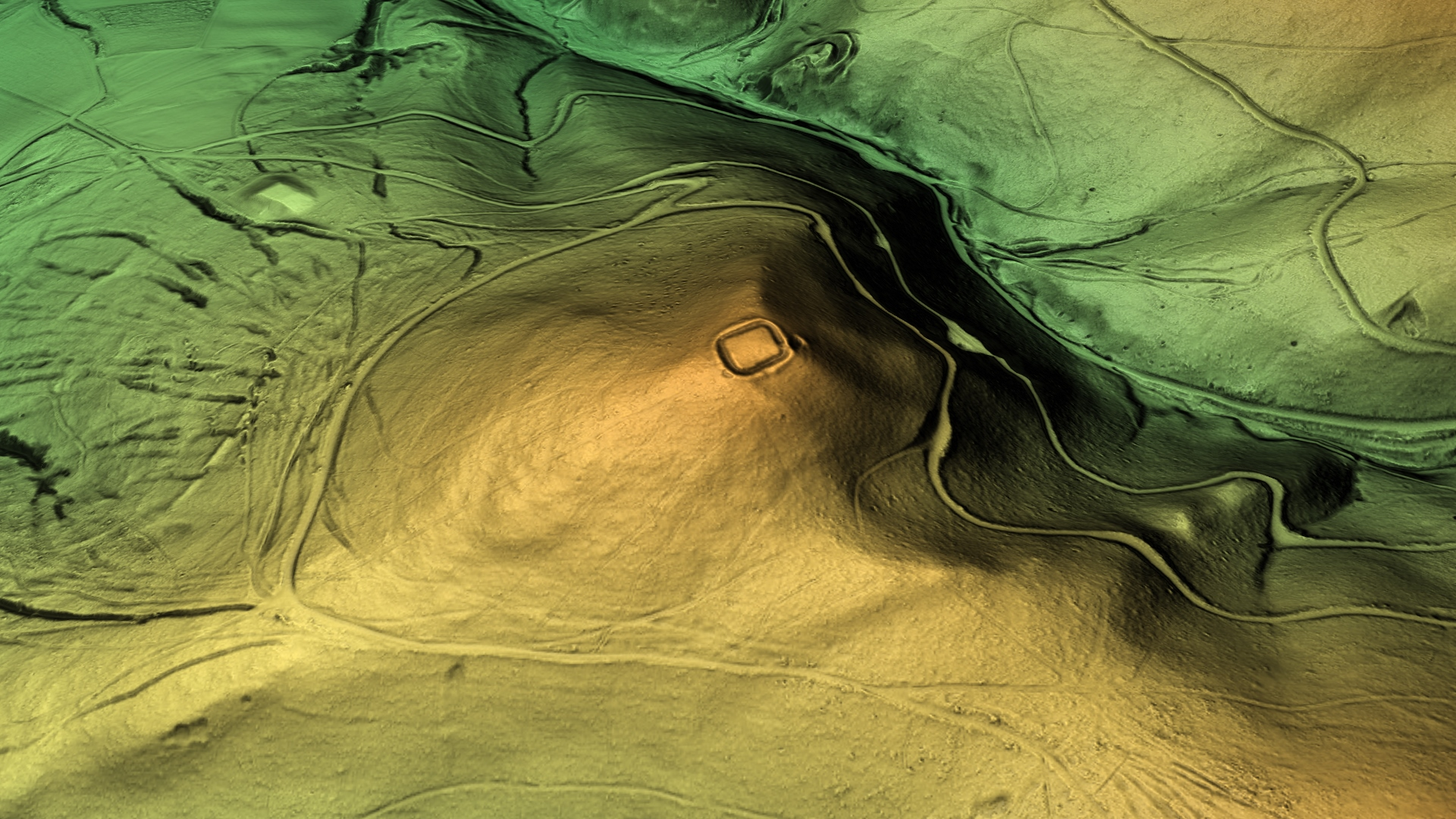
3D-Ansicht des digitalen Geländemodells
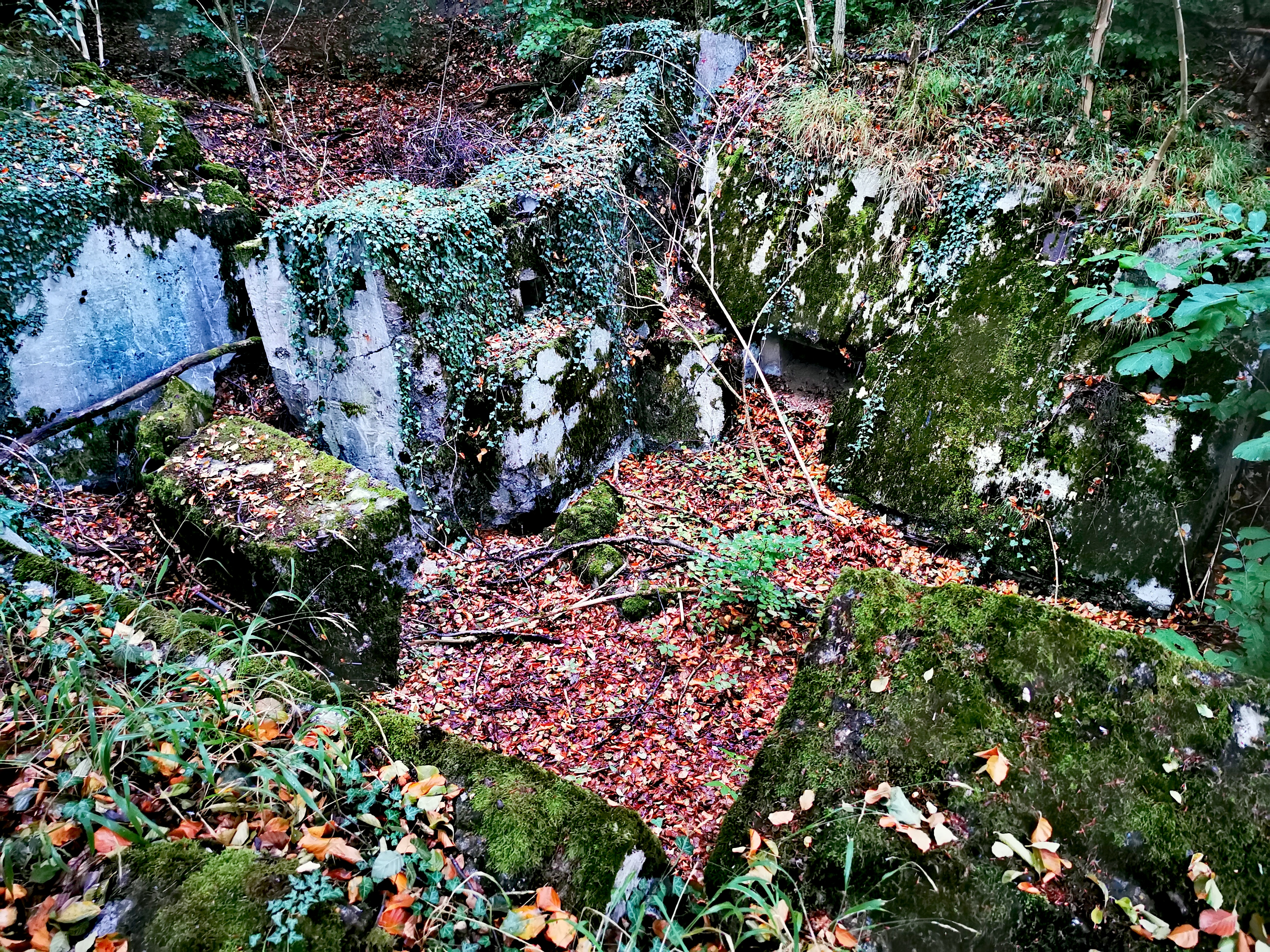
Gesprengter MG-Bunker der Wetterau-Main-Tauber-Stellung am Westhang des Schanzenkopfes

### Wetterau-Main-Tauber-Stellung
Zwischen 1936 und 1937 wurde der Bunkergürtel der Wetterau-Main-Tauber-Stellung errichtet, der auch an den westlichen Hängen des Schanzenkopfes verlief. Östlich von Wasserlos kann man im Wald noch Reste gesprengter MG-Bunker, mit den Nummern 148–150, erkennen.